# ヒロイン (ちぇりーそふと)
ヒロイン（Heroine）とは、ちぇりーそふとが1999年7月23日に発売したWindows 95、Windows 98用のソフトウェアの名称である。いわゆる18禁の電脳紙芝居。媒体はCD-ROM。ただしBGMはCD-DAではなくMIDI音源を使って再生する。主人公（佐藤淳）のセリフの全てが選択肢になっている点が本作の大きな特徴であり、このため選択肢が数多く存在する。本作は提示される選択肢の中から任意の項目を選択して読み進めていく小説作品であるが、登場人物の台詞には声優による声が付いている部分があり、さらに選択によってエンディングなどが変わるマルチエンディングとなっている。なお『ヒロイン』は、同じくちぇりーそふとが開発した『プロミス』よりも前に発売されたが、ストーリー上の時間軸では『ヒロイン』は『プロミス』よりも後の話である。

## ストーリー
本作は6月から9月までの物語である。そして本作の主人公は、演劇部が強い学校からひよこ学園へ6月に転校してきた元演劇部の部員の佐藤淳。主人公が転校してきた時、ひよこ学園の演劇部には女子部員5名のみしかおらず、男子部員が欲しかったこともあって佐藤淳は演劇部にスカウトされ入部することになった。7月に演劇コンクールの地区予選、9月に全国大会があるので、それに向けて佐藤淳の相手役のヒロインを2年生部員の3人の中から選んで訓練をする中で物語が進む。日々の部活や夏休みの合宿などを通して恋愛に発展することもある。7月の演劇コンクールの地区予選を突破し、9月の演劇コンクール全国大会で優勝することが目標。

## 主要人物
佐藤淳
ひよこ学園へ6月に転校してきた元演劇部部員。本作の主人公。
佐々木恵
ひよこ学園の演劇部の2年生女子部員。ヒロイン候補の1人。非常に有能な人物で、演技力などについてもあまり心配がない。いわゆる万能タイプ。村岡陽子とは小学校の時から付き合いがある。
村岡陽子
ひよこ学園の演劇部の2年生女子部員。ヒロイン候補の1人。演劇の実力はまずまず。佐々木恵とは小学校の時からの付き合い。佐々木恵にはコンプレックスを持つ。それでも努力次第で十分ヒロインを張れるだけの力はある。訓練次第、育て方次第といったところ。
雨宮由美
ひよこ学園の演劇部の2年生女子部員。ヒロイン候補の1人。演劇は好きだが実力は低い。彼女は佐藤淳を以前から知っていた。というのも中学生の時に演劇コンクールに出ていた佐藤淳を見て、密かに彼に対して憧れを抱いていたのである。だが彼女の実力の無さは致命的。
中尾香織
ひよこ学園の演劇部の3年生女子部員。現在演劇部部長。演技は上手い。また彼女は脚本も書くことができる。将来はシナリオライターを目指している。
小林朋子
ひよこ学園の演劇部の1年生女子部員。1年生部員なだけに演技の実力はまだまだだが、とても元気な後輩である。佐々木恵に憧れている。